# Phora
Phora, de son vrai nom Marco Archer, né le  11 octobre 1994 à  Anaheim, Californie, est un rappeur américain. 
En 2011, il fonde le label Yours Truly. Le 14 février 2017, il annonce, via Instagram, qu'il a signé un contrat avec une major du disque, Warner Bros. Records.
Il a collaboré en grande partie avec Anthro Beats et Eskupe pour la production de son album Yours Truly Forever.

## Biographie
Dans sa jeunesse, Marco Archer a connu quelques problèmes pour avoir fait des graffitis, avant de devenir tatoueur, ce qui lui permet de gagner suffisamment d'argent pour lancer sa carrière de rappeur. 
À l'âge de 15 ans, il est poignardé alors qu'il rentre chez lui de l'école.
Le 25 août 2015, tandis qu'il circule en voiture sur l'autoroute à Pasadena en compagnie de sa petite amie, le conducteur d'un véhicule qui roule à côté lui tire trois balles de pistolet, le touchant dans le dos et au cou. Par chance, les projectiles n'ont pas touché sa colonne vertébrale,. À ce jour, le crime n'a toujours pas été élucidé.

## Style musical
Phora a été fortement influencé par le graffiti et par son père dans sa création musicale.
Dans la chanson The World, extraite de son album Angels with Broken Wings, il cite J. Cole, Hopsin et Logic, comme étant les seuls rappeurs qu'il aime.

## Discographie

### Albums studio
- 2012 : Still a Kid
- 2013 : One Life to Live
- 2014 : Sincerely Yours
- 2015 : Angels with Broken Wings
- 2016 : With Love
- 2017 : Yours Truly Forever
- 2018 : Love is Hell

### EP
- 2014 : Nights Like These